# Schoenus falcatus
Schoenus falcatus är en halvgräsart som beskrevs av Robert Brown. Schoenus falcatus ingår i släktet axagssläktet, och familjen halvgräs. Inga underarter finns listade i Catalogue of Life.